# Gangapur (Pakistan)
Gangapur – miejscowość w Pakistanie, w prowincji Pendżab. W 2017 roku liczyła 10 060 mieszkańców.